# Neuville-sur-Oise
Neuville-sur-Oise és un municipi francès, situat al departament de Val-d'Oise i a la regió de Illa de França. L'any 2007 tenia 1.569 habitants.
Forma part del cantó de Cergy-2, del districte de Pontoise i de la Comunitat d'aglomeració de Cergy-Pontoise.

## Demografia

### Població
El 2007 la població de fet de Neuville-sur-Oise era de 1.569 persones. Hi havia 586 famílies, de les quals 116 eren unipersonals (91 homes vivint sols i 25 dones vivint soles), 190 parelles sense fills, 247 parelles amb fills i 33 famílies monoparentals amb fills.
La població ha evolucionat segons el següent gràfic:
Habitants censats

### Habitatges
El 2007 hi havia 635 habitatges, 595 eren l'habitatge principal de la família, 13 eren segones residències i 27 estaven desocupats. 567 eren cases i 58 eren apartaments. Dels 595 habitatges principals, 502 estaven ocupats pels seus propietaris, 79 estaven llogats i ocupats pels llogaters i 13 estaven cedits a títol gratuït; 14 tenien una cambra, 33 en tenien dues, 55 en tenien tres, 98 en tenien quatre i 395 en tenien cinc o més. 477 habitatges disposaven pel capbaix d'una plaça de pàrquing. A 255 habitatges hi havia un automòbil i a 312 n'hi havia dos o més.

### Piràmide de població
La piràmide de població per edats i sexe el 2009 era:
| Homes | Edats   | Dones |
| ----- | ------- | ----- |
| 0     | 95 o +  | 4     |
| 4     | 90 a 94 | 8     |
| 4     | 85 a 89 | 12    |
| 4     | 80 a 84 | 12    |
| 8     | 75 a 79 | 20    |
| 24    | 70 a 74 | 8     |
| 12    | 65 a 69 | 4     |
| 28    | 60 a 64 | 24    |
| 28    | 55 a 59 | 44    |
| 76    | 50 a 54 | 64    |
| 76    | 45 a 49 | 64    |
| 56    | 40 a 44 | 76    |
| 68    | 35 a 39 | 60    |
| 44    | 30 a 34 | 60    |
| 32    | 25 a 29 | 12    |
| 48    | 20 a 24 | 40    |
| 48    | 15 a 19 | 44    |
| 52    | 10 a 14 | 64    |
| 60    | 5 a 9   | 80    |
| 28    | 0 a 4   | 48    |

## Economia
El 2007 la població en edat de treballar era de 1.100 persones, 799 eren actives i 301 eren inactives. De les 799 persones actives 749 estaven ocupades (390 homes i 359 dones) i 51 estaven aturades (29 homes i 22 dones). De les 301 persones inactives 110 estaven jubilades, 141 estaven estudiant i 50 estaven classificades com a «altres inactius».

### Ingressos
El 2009 a Neuville-sur-Oise hi havia 553 unitats fiscals que integraven 1.503,5 persones, la mediana anual d'ingressos fiscals per persona era de 29.004 €.

### Activitats econòmiques
Dels 101 establiments que hi havia el 2007, 2 eren d'empreses extractives, 1 d'una empresa alimentària, 2 d'empreses de fabricació de material elèctric, 4 d'empreses de fabricació d'altres productes industrials, 21 d'empreses de construcció, 13 d'empreses de comerç i reparació d'automòbils, 1 d'una empresa de transport, 4 d'empreses d'hostatgeria i restauració, 14 d'empreses d'informació i comunicació, 3 d'empreses financeres, 6 d'empreses immobiliàries, 22 d'empreses de serveis, 6 d'entitats de l'administració pública i 2 d'empreses classificades com a «altres activitats de serveis».
Dels 24 establiments de servei als particulars que hi havia el 2009, 1 era un establiment de lloguer de cotxes, 4 paletes, 5 guixaires pintors, 6 fusteries, 2 lampisteries, 1 electricista, 1 perruqueria i 4 restaurants.
Dels 3 establiments comercials que hi havia el 2009, 1 era una botiga de menys de 120 m², 1 una fleca i 1 una peixateria.
L'any 2000 a Neuville-sur-Oise hi havia 5 explotacions agrícoles que ocupaven un total de 320 hectàrees.

## Equipaments sanitaris i escolars
El 2009 hi havia una escola elemental.
```
Disposava de 3 instituts universitaris.
```

## Poblacions més properes
El següent diagrama mostra les poblacions més properes.